# Sam Loyd
Samuel Loyd conocido como Sam Loyd (Filadelfia, 30 de enero de 1841 - 10 de abril de 1911), se crio en Nueva York, fue un jugador de ajedrez, compositor de ajedrez, autor de rompecabezas, y matemático recreativo.
Como compositor de ajedrez, fue el autor de una serie de problemas de ajedrez, a menudo con temas ingeniosos. En su apogeo, Loyd fue uno de los mejores jugadores de ajedrez estadounidenses, y ocupó el 15.º puesto en el mundo, de acuerdo con chessmetrics.com. Su estilo de juego era defectuoso, ya que intentaba armar fantásticas combinaciones en el tablero, en lugar de simplificar y buscar el triunfo.
Loyd sostuvo desde 1891 hasta su muerte en 1911 que él había sido el inventor del rompecabezas de quince. Sin embargo, un libro reciente afirma que Loyd en realidad se limitó a modificar un rompecabezas existente.
Era un entusiasta de los rompecabezas de Tangram, Loyd publicó un libro de setecientos diseños Tangram únicos y una historia fantástica sobre el origen del Tangram.
Tras su muerte, su libro "Cyclopedia de 5000 rompecabezas" fue publicado (1914) por su hijo. Loyd, fue introducido en el  Salón de la Fama del Ajedrez, en los Estados Unidos.

## Problema Excelsior
|       |       |       |       |       |       |       |       |    |  |
|       | a8 nd | b8    | c8 rd | d8 bd | e8    | f8    | g8    | h8 |  |
| a7    | b7 pd | c7    | d7    | e7    | f7 pd | g7    | h7 pd |    |  |
| a6    | b6 pd | c6    | d6    | e6    | f6    | g6    | h6    |    |  |
| a5    | b5 rl | c5    | d5    | e5    | f5    | g5    | h5 kl |    |  |
| a4    | b4    | c4    | d4    | e4    | f4    | g4    | h4    |    |  |
| a3 pd | b3    | c3    | d3    | e3 pd | f3    | g3 pl | h3 nl |    |  |
| a2    | b2 pl | c2 pl | d2    | e2 rl | f2    | g2    | h2    |    |  |
| a1 nl | b1    | c1    | d1    | e1    | f1    | g1    | h1 kd |    |  |
|       |       |       |       |       |       |       |       |    |  |

Uno de sus problemas de ajedrez más famosos es el llamado "Excelsior" inspirado en el poema de Henry Wadsworth Longfellow. Mueven las blancas y dan jaque mate a las negras en cinco jugadas sin importar la defensa: (ver imagen)

## El problema de los burros

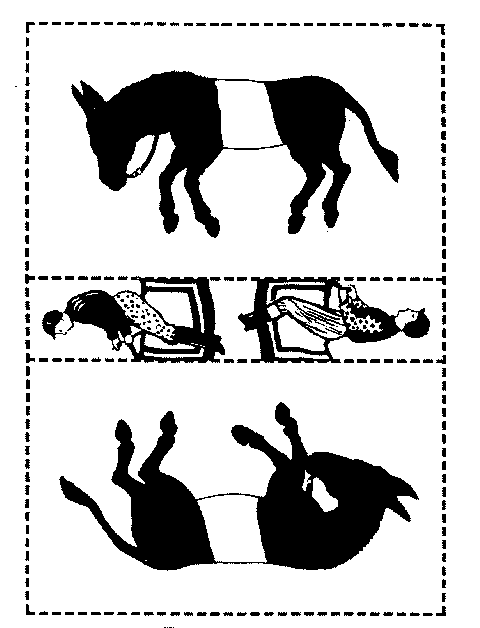
Problema de los burros.

Uno de los rompecabezas notables de Sam Loyd fue el "Problema de los burros". Se basa en una disposición similar a la de un rompecabezas con perros publicado en 1857.
En un papel se encuentra dibujado el perfil de dos burros y de dos jinetes, con una línea de puntos que permite separar a cada uno de los burros, mientras que los dos jinetes permanecen enfrentados en una misma cinta.
Para resolver el problema se debe cortar el dibujo a lo largo de la línea de puntos y reorganizar las tres piezas a fin de que los jinetes parezcan estar montando los burros.

## De regreso del Klondike

Rompecabezas del Klondike.

Este es uno de los rompecabezas más famosos de Sam Loyd. Las instrucciones de este rompecabezas son:

Comenzar a partir del corazón que se encuentra en el centro e ir tres pasos en línea recta, en alguna de las ocho direcciones, norte, sur, este u oeste, o en el sesgo, como dicen las señoras, noreste, noroeste, sureste o suroeste. Cuando se ha avanzado los tres pasos en línea recta, usted estará parado sobre una baldosa con un número inscripto en ella, que indica la cantidad de pasos a recorrer en su segundo día, avance la cantidad de pasos indicada en una línea recta en cualquiera de las ocho direcciones. Desde este nuevo punto, cuando llegó, debe caminar de nuevo de acuerdo con el número indicado, y continuar después, según indiquen las baldosas a las que vaya llegando, hasta que llegue a una baldosa con un número que le permitirá caminar un paso más allá de la frontera. Al llegar a este punto usted habrá salido de los bosques y puede caminar todo lo que quiera ya que ha resuelto el rompecabezas.

La solución existe y se puede encontrar en otros lugares en Internet.

## Libros
- Sam Loyd's Book of Tangram Puzzles (ISBN 0-486-22011-7): autor Sam Loyd
- Mathematical Puzzles of Sam Loyd (ISBN 0-486-20498-7): seleccionados y editados por Martin Gardner
- More Mathematical Puzzles of Sam Loyd (ISBN 0-486-20709-9): seleccionados y editados por Martin Gardner
- The Puzzle King: Sam Loyd's Chess Problems and Selected Mathematical Puzzles (ISBN 1-886846-05-7): editados por Sid Pickard
- The 15 Puzzle (ISBN 1-890980-15-3): por Jerry Slocum y Dic Sonneveld
- Sam Loyd's Cyclopedia of 5000 Puzzles, Tricks and Conundrums with Answers (ISBN 0-923891-78-1)
- Sam Loyd and his Chess Problems por Alain C. White
- Sam Loyd: His Story and Best Problems, by Andrew Soltis, Chess Digest, 1995, (ISBN 0-87568-267-7)